# Margot Marsman
Margot Marsman (n. 9 februarie 1932, Haarlem, Țările de Jos – d. 5 septembrie 2018, Haarlem, Țările de Jos) a fost o înotătoare olandeză, medaliată olimpică. A participat la o ediție a Jocurilor Olimpice (1948) în care a câștigat o medalie de bronz.

## Participări
Lista de mai jos prezintă principalele competiții la care a participat Margot Marsman de-a lungul carierei.
- swimming at the 1948 Summer Olympics – women's 4 × 100 metre freestyle relay[*]